# سالي مان
سالي مان (بالإنجليزية: Sally Mann)‏ هي مصورة أمريكية، ولدت في 1 مايو 1951 في كسينغتون في الولايات المتحدة.

## وصلات خارجية
- الموقع الرسمي
- سالي مان على موقع IMDb (الإنجليزية)
- سالي مان على موقع الموسوعة البريطانية (الإنجليزية)
- سالي مان على موقع ديسكوغز (الإنجليزية)
- سالي مان على موقع قاعدة بيانات الفيلم (الإنجليزية)